# Cotoneaster narynensis
Cotoneaster narynensis är en rosväxtart som beskrevs av Tkatsch., Jeanette Fryer, B.Hylmö. Cotoneaster narynensis ingår i släktet oxbär, och familjen rosväxter. Inga underarter finns listade i Catalogue of Life.